# Olmolog
Olmolog ist ein Verwaltungsbezirk (Ward) des Distrikts Longido in der tansanischen Region Arusha.

## Geografie
Olmolog liegt im Norden von Tansania, nordwestlich des Kilimandscharo an der Grenze zu Kenia. Der Norden liegt rund 1150 Meter über dem Meeresniveau, nach Süden steigt das Land auf 1700 Meter an, einzelne Inselberge sind auch höher.
Im Norden grenzt der Bezirk an Kenia, im Osten an den Bezirk Kamwanga, im Süden an Ndumeti des Distrikts Siha und Westen an Tingatinga und Sinya.
Olmolog hat eine Fläche von 338 Quadratkilometern. Bei der Volkszählung 2022 lebten hier 12.536 Menschen in 2906 Haushalten.

## Gliederung
Der Bezirk besteht aus drei Gemeinden (Mtaa) mit acht Orten (Kitongoji):
| Elerai - Ormoti - Eleraikati - Erangau | Olmolog - Elwaai - Mshaloni - Engatani | Lerang’wa - Lerang’wa - Mukao |

## Wirtschaft und Infrastruktur
- Bildung: Im Bezirk gibt es eine öffentliche weiterführende Schule.[7]
- Gesundheit: In der Gemeinde Elerai befindet sich ein staatliches Gesundheitszentrum.[8]